# Villanueva (Zacatecas)
Villanueva es una población del estado de Zacatecas, México. Es la cabecera municipal del municipio de Villanueva.

## Historia
Villanueva fue fundada el 4 de febrero de 1692 con el nombre de Villagutiérrez del Águila. Los primeros habitantes lo bautizaron así en honor al presidente de la Real Audiencia de Guadalajara,  [[Daniel Villanueva ]], y del alcalde mayor de Juchipila, Pedro Salazar y Águila. Poco más tarde se le agregó el nombre del santo patrono del lugar, costumbre muy popular en aquellos años, por lo que pasó a ser Villa de San Judas Tadeo de Villagutiérrez del Águila. Al ser la última villa fundada en el estado, fue conocida también como “Villanueva”, nombre que ostenta hasta la actualidad.
Según la leyenda, a finales del siglo XVII existía una imagen de San Judas Tadeo en la hacienda de la Quemada, cerca del río de Santa Cruz que en temporadas pluviales se desbordaba y arrastraba todo a su paso, incluso la imagen del santo hasta unos jarales a varios kilómetros de distancia. Esto sucedió más de una vez, curiosamente encontrando siempre en el mismo lugar la hermosa escultura y visto allí mismo a un hombre, de parecido físico a la imagen, solicitando la construcción de un templo justo donde hoy se encuentra el actual Templo Parroquial, en torno al cual dio inicio el poblamiento de Villanueva.
Villanueva es uno de los 58 municipios del estado mexicano de Zacatecas. Se localiza en la zona sur del estado de Zacatecas y limita al norte con el municipio de Jerez de García Salinas, con el de Genaro Codina al este, al oeste  con Tepetongo y al sur con los municipios de El Plateado de Joaquín Amaro y Tabasco. Algunas partes de Villanueva constan de terrenos montañosos. También es atravesada por diferentes ríos y otros cuerpos de agua dulce. Tiene un clima sub-húmedo y una temperatura promedio anual de 16.9 °C.
El municipio fue originalmente llamado Santa Cruz, cuando fue fundada en 1650. Su nombre fue cambiado un par de veces hasta 1962, cuando pasó a llamarse oficialmente como el Municipio de Villanueva, su nombre hasta el presente. Su sello es una de las más antiguas de Zacatecas, ya que data del siglo XIX. El lema de la ciudad es la traducción latina de "Con la espada y el arado". Villanueva comenzó como una comunidad agrícola y produjo algunos de los más valientes patriotas en México. Una vez ciudad colonial, Villanueva solo se convirtió en un municipio libre en el año 1917. A partir de 2005, Villanueva tenía una población de 28.760 habitantes. La mayoría de estos residentes son católicos por la fe.

## Economía y cultura
Las principales fuentes de ingresos en Villanueva son la agricultura, la ganadería y la pesca. A raíz de ello son los de fabricación, la construcción y la industria de la electricidad. Comercio y turismo en los últimos años se han convertido en fuentes de ingresos para el municipio. Villanueva tiene un gran potencial para ser desarrollado como una atracción turística debido a su atractiva arquitectura colonial. Entre sus elementos históricos se encuentran petroglifos prehispánicos, las propiedades de los invasores coloniales, el templo parroquial de San Judas Tadeo, el Palacio Municipal y mucho más. La fiesta anual del 20 al 28 octubre es también una de las celebraciones más alegres en Villanueva. Se celebra en honor de su santo patrono San Judas Tadeo y se deleita con alegría, bailes, comida y juegos. Algunos eventos populares son la Feria de Tayahua cada mes de marzo 14-20 y la fiesta religiosa de la Encarnación de la Santísima Virgen del Carmen cada 16 de julio, entre otros.
Es el lugar de origen de la orquestación musical llamada "tamborazo". También es rica en productos artesanales como la madera y muebles de cuero. El lugar también tiene una serie de originales recetas mexicanas. A causa de sus lugares de vacaciones ha sido una preferencia por los turistas locales y extranjeros.
El 26 de junio de 2023 Villanueva fue incluido en el programa turístico Pueblos mágicos.

## Clima
| Parámetros climáticos promedio de VILLANUEVA, Zacatecas (1935 msnm) normales 1961–2023 | Parámetros climáticos promedio de VILLANUEVA, Zacatecas (1935 msnm) normales 1961–2023 | Parámetros climáticos promedio de VILLANUEVA, Zacatecas (1935 msnm) normales 1961–2023 | Parámetros climáticos promedio de VILLANUEVA, Zacatecas (1935 msnm) normales 1961–2023 | Parámetros climáticos promedio de VILLANUEVA, Zacatecas (1935 msnm) normales 1961–2023 | Parámetros climáticos promedio de VILLANUEVA, Zacatecas (1935 msnm) normales 1961–2023 | Parámetros climáticos promedio de VILLANUEVA, Zacatecas (1935 msnm) normales 1961–2023 | Parámetros climáticos promedio de VILLANUEVA, Zacatecas (1935 msnm) normales 1961–2023 | Parámetros climáticos promedio de VILLANUEVA, Zacatecas (1935 msnm) normales 1961–2023 | Parámetros climáticos promedio de VILLANUEVA, Zacatecas (1935 msnm) normales 1961–2023 | Parámetros climáticos promedio de VILLANUEVA, Zacatecas (1935 msnm) normales 1961–2023 | Parámetros climáticos promedio de VILLANUEVA, Zacatecas (1935 msnm) normales 1961–2023 | Parámetros climáticos promedio de VILLANUEVA, Zacatecas (1935 msnm) normales 1961–2023 | Parámetros climáticos promedio de VILLANUEVA, Zacatecas (1935 msnm) normales 1961–2023 |
| Mes                                                                                    | Ene.                                                                                   | Feb.                                                                                   | Mar.                                                                                   | Abr.                                                                                   | May.                                                                                   | Jun.                                                                                   | Jul.                                                                                   | Ago.                                                                                   | Sep.                                                                                   | Oct.                                                                                   | Nov.                                                                                   | Dic.                                                                                   | Anual                                                                                  |
| -------------------------------------------------------------------------------------- | -------------------------------------------------------------------------------------- | -------------------------------------------------------------------------------------- | -------------------------------------------------------------------------------------- | -------------------------------------------------------------------------------------- | -------------------------------------------------------------------------------------- | -------------------------------------------------------------------------------------- | -------------------------------------------------------------------------------------- | -------------------------------------------------------------------------------------- | -------------------------------------------------------------------------------------- | -------------------------------------------------------------------------------------- | -------------------------------------------------------------------------------------- | -------------------------------------------------------------------------------------- | -------------------------------------------------------------------------------------- |
| Temp. máx. abs. (°C)                                                                   | 30.0                                                                                   | 32.0                                                                                   | 36.0                                                                                   | 38.0                                                                                   | 39.5                                                                                   | 37.0                                                                                   | 35.5                                                                                   | 35.0                                                                                   | 34.0                                                                                   | 39.5                                                                                   | 35.0                                                                                   | 33.0                                                                                   | 38.0                                                                                   |
| Temp. máx. media (°C)                                                                  | 22.3                                                                                   | 24.0                                                                                   | 26.1                                                                                   | 28.8                                                                                   | 30.7                                                                                   | 29.7                                                                                   | 27.2                                                                                   | 27.4                                                                                   | 26.4                                                                                   | 26.3                                                                                   | 25.3                                                                                   | 22.9                                                                                   | 26.4                                                                                   |
| Temp. media (°C)                                                                       | 11.9                                                                                   | 13.5                                                                                   | 15.3                                                                                   | 18.1                                                                                   | 20.6                                                                                   | 21.3                                                                                   | 20.0                                                                                   | 19.9                                                                                   | 19.2                                                                                   | 17.4                                                                                   | 14.8                                                                                   | 12.7                                                                                   | 17.1                                                                                   |
| Temp. mín. media (°C)                                                                  | 1.6                                                                                    | 3.1                                                                                    | 4.6                                                                                    | 7.3                                                                                    | 10.5                                                                                   | 12.9                                                                                   | 12.8                                                                                   | 12.5                                                                                   | 11.9                                                                                   | 8.6                                                                                    | 4.3                                                                                    | 2.6                                                                                    | 7.7                                                                                    |
| Temp. mín. abs. (°C)                                                                   | -8.5                                                                                   | -6.0                                                                                   | -5.0                                                                                   | -4.0                                                                                   | 1.0                                                                                    | 3.5                                                                                    | 3.0                                                                                    | 2.0                                                                                    | 0.0                                                                                    | -2.5                                                                                   | -9.0                                                                                   | -9.0                                                                                   | -8.0                                                                                   |
| Precipitación total (mm)                                                               | 17.7                                                                                   | 15.0                                                                                   | 7.6                                                                                    | 4.9                                                                                    | 13.2                                                                                   | 85.8                                                                                   | 119.8                                                                                  | 122.5                                                                                  | 88.0                                                                                   | 35.1                                                                                   | 12.0                                                                                   | 14.7                                                                                   | 483.9                                                                                  |
| Fuente: Servicio Meteorológico Nacional                                                |                                                                                        |                                                                                        |                                                                                        |                                                                                        |                                                                                        |                                                                                        |                                                                                        |                                                                                        |                                                                                        |                                                                                        |                                                                                        |                                                                                        |                                                                                        |

```